# Spectravideo
Spectravideo, eller SVI, var ett amerikanskt datorföretag grundad 1981 som "SpectraVision" av Harry Fox. De gjorde ursprungligen datorspel för Atari 2600 och VIC-20, samt även spelkontroller, av vilka den mest populära var joysticken QuickShot. Några av deras datorer var MSX-kompatibla eller IBM PC-kompatibla.
Spectravideo var en av de mindre spridda hemdatorerna under 1980-talet, men relativt vanliga i Sverige, Australien, Nya Zeeland samt Sydafrika. Baserad på en Zilog Z80A CPU på 3,6 MHz var dess främsta konkurrent Commodore 64 från Commodore. Spectravideo utkom i flera olika modeller.
SVI-738 var även MSX-kompatibel och kom med en inbyggd 3.5"-diskettenhet med stöd för 360 kB.
Den sista datorn som producerades av Spectravideo var SVI-838 (också känd som Spectravideo X'Press 16). Det var en PC och MSX2 på samma gång.
Idag används namnet Spectravideo av ett brittiskt företag vid namn SpectraVideo Plc,  tidigare Ash & Newman. Det grundades 1977, och köpte varumärket Spectravideo från Bondwell (ägaren av SVI) under 1988. De säljer sina egna Logic3-produkter, och har inte några kontakter med de föregångna Spectravideo-produkterna.

## Spectravideo-modeller
- SVI-318 - 16 KiB RAM (+ 16 KiB grafikminne)
- SVI-328 - 64 KiB RAM (+ 16 KiB grafikminne)
- SVI-728 - 64 KiB RAM, kompatibel med MSX-standarden
- SVI-738 - 64 KiB RAM, kompatibel med MSX-standarden kom med en inbyggd 360 KB 3.5" floppy drive.
- SVI-838 - 256 KiB RAM, kompatibel med IBM PC. Även känd som X'press 16